# Бона Люксембург
Бона Люксембург або Юдита Богемська (20 травня 1315, Прага, Богемія — 11 вересень 1349, Франція) — богемська принцеса; герцогиня Нормандії, графиня Анжу і Мену (1332—1349). Дружина спадкоємця французького престолу, згодом короля Франції Іоанна II, мати короля Франції Карла V.
Друга донька короля Богемії Іоанна I Люксембурга та його першої дружини королеви Єлизавети.
Була першою дружиною спадкоємця французького трону, герцога Нормандії Іоанна ІІ, померла до його сходження на трон. Мати короля Франції Карла V та королеви Наварри Іоанни.
За народженням належала до династії Люксембургів, після шлюбу — до династії Валуа. Є нащадком Великих князів Київських. Праонука Кунегунди Галицької, праправнучка князя Ростислава Михайловича, прапраправнучка Великого князя Київського Романа.

## Біографія

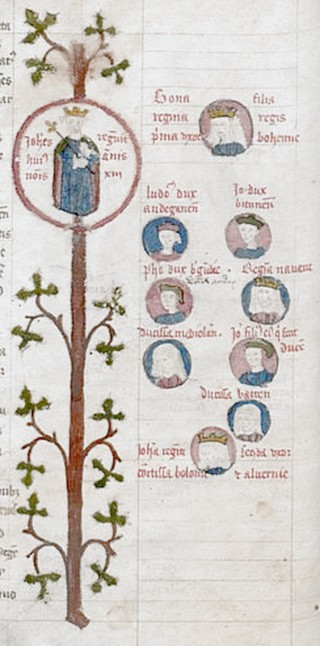
Родинне древо Івана і Бони

Народилась 20 травня 1315 року в Празі, була другою донькою Яна Люксембурзького, також відомого як Ян Сліпий — графа Люксембургу, короля Чехії, титулярного короля Польщі і його першої дружини королеви Єлизавети Богемської, дочки короля Вацлава ІІ. При народженні отримала ім'я Юдита (Jutta, Judith), по-чеськи Їтка (чеськ. Jitka).
Онука імператора Священної Римської імперії Генріха VII, старша сестра богемського принца Вацлава, який став згодом, уже після її смерті, імператором Священної Римської імперії Карлом IV.
У дитинстві була заручена зі спадкоємцем польського престолу, майбутнім королем Польщі Казимиром III, проте 1322 року заручини були розірвані.
В руслі військово-політичного зближення Яна Люксембурзького з королем Франції Філіпом VI, в кінці 1320-х — початку 1330-х років, була досягнута домовленість про шлюб Юдити зі спадкоємцем французького престолу принцом Іоанном, герцогом Нормандії, графом Анжу і Мену — який був молодшим за Бону на чотири роки.
Спочатку Іоанну готували в дружини сестру короля Англії — Елеонору Вудсток, за котру в  посаг мали відійти землі Гвіани. Проте в підсумку французький король зробив остаточний вибір на користь свого нового союзника.
Сума приданого за Юдиту становила 120000 флоринів. Безпосередньо перед весіллям ім'я нареченої було змінено на Бона (лат. Bona).
Весілля сімнадцятирічної богемської принцеси і тринадцятирічного французького спадкоємця відбулася 28 липня 1332 року у місті Мелен (фр. Melun, південно-східне передмістя Парижа), в місцевому соборі Нотр-Дам в присутності близько 6000 гостей. Святкування тривало два місяці.
21 січня 1338 року у Бони народився перший син — майбутній король Франції Карл Мудрий.
Бона мала репутацію покровительки мистецтв. Вона зокрема підтримувала поета і композитора Гійома де Машо, колишнього секретаря її батька.
Померла 11 вересня 1349 роки від бубонної чуми, в абатстві Мобюіссон, де і була похована.
Через півроку після смерті Бони, в лютому 1350 року Іоанн одружився вдруге — з Іоанною I (графинею Оверні); а ще через півроку, у вересні 1350 року був коронований на французький трон під ім'ям Іоанна II.
В історичних хроніках згадуються припущення, що король отруїв Бону, проте доказів цього нема.

## Родина
Чоловік — Іоанн II Добрий, король Франції
Діти:
- Бона (1336)
- Карл V Мудрий (1338—1380) — король Франції
- Катерина (1338—1338) — померла немовлям
- Людовик (1339—1384) — герцог Анжу
- Іоанн (1340—1416) — герцог Беррі
- Філіпп (1342—1404) — герцог Бургундії
- Іоанна (1343—1373) — королева Наварри
- Марія (1344—1404) — дружина Роберта, герцога Бара
- Агнеса (1345—1349)
- Маргарита (1347—1352)
- Ізабелла (1348—1372) — графиня Вертю.

## Родовід
Бона веде свій родовід, в тому числі, й від великих князів Київських Ярослава Мудрого та Романа Великого.